# Rizal Memorial Stadium
Rizal Memorial Stadium is een atletiek- en voetbalstadion in de Filipijnse hoofdstad Manilla. Het stadion maakt onderdeel uit van het Rizal Memorial Sports Complex en is het nationale stadion van de Filipijnen. Het stadion werd in 1934 geopend en was dat jaar de locatie voor de Verre Oosten Spelen. In de loop der jaren zijn er vele evenementen georganiseerd. Zo was het Rizal Memorial Stadium het belangrijkste stadion voor de Aziatische Spelen van 1954 en voor drie edities van de Zuid-oost Aziatische Spelen. Tegenwoordig is het stadion een van de locaties waar het Filipijns voetbalelftal thuisinterlands afwerkt.